# The High Road
The High Road je druhé řadové album americké zpěvačky JoJo, které vyšlo 17. října 2006. Ihned po vydání se dostala na třetí místo americké albové hitparády a v prvním týdnu se jej prodalo 108 000 kusů. Ke konci roku 2007 se alba celkem ve Spojených státech prodalo přes 550 000 kusů.
Debutovou písní z alba se stala balada Too Little Too Late, která se zároveň stala zatím nejúspěšnější písní v kariéře této zpěvačky.

## Seznam písní
1. This Time - 3:28
2. The Way You Do Me - 3:14
3. Too Little Too Late - 3:41
4. The High Road - 3:50
5. Anything - 3:50
6. Like That - 3:48
7. Good Ol' - 4:08
8. Coming for Yor - 3:30
9. Let It Rain - 3:47
10. Exceptional - 3:43
11. How to Touch a Girl - 4:27
12. Note to God - 4:27

## Umístění ve světě a prodej
| Hitparáda      | Umístění |
| -------------- | -------- |
| Austrálie      | 22       |
| Kanada         | 12       |
| Irsko          | 94       |
| Japonsko       | 45       |
| Švýcarsko      | 96       |
| Velká Británie | 24       |
| Svět           | 7        |
| USA            | 3        |

| Prodejnost | Počet     |
| ---------- | --------- |
| Celkem     | 2,000,000 |